# 珍娜·沃爾斯
珍娜·沃爾斯（Jeannette Walls，1960年4月21日—），美国作家，著有回憶錄《玻璃城堡》及《半馴之馬》。其回憶錄《玻璃城堡》榮登紐約時報暢銷書榜。

## 早期生活
珍娜·沃爾斯在1960年4月21日出生於美國亞利桑那州鳳凰城。從其回憶錄《玻璃城堡》得知，她童年時曾居住於亞利桑那州、加利福尼亞州、位於內華達州的戰役山，以及位於西維吉尼亞州的威爾奇。她於17歲時搬到紐約，並以優異的成績畢業於紐約巴納德學院。

## 外部連結
- Publisher's Biography （页面存档备份，存于）
- Interview with Leahpeah （页面存档备份，存于）